# La escuelita VIP
La Escuelita VIP es una serie de televisión de comedia situacional mexicana creada por Jorge Ortiz de Pinedo, y producida por Televisa.

## Argumento
La Escuelita VIP es la continuación y spin-off del programa Cero en conducta. El programa solo conserva poco del elenco original, Jorge Ortiz de Pinedo, Luz Elena González, David Villalpando, Shamila (en la segunda temporada) y Martha Ofelia Galindo, y presenta a algunos de los mejores cómicos de México, así como actrices haciendo bromas.
Primeramente, la serie era grabada en los foros de Televisa San Ángel, y debido al éxito obtenido, se trasladó al Teatro Blanquita con el público en vivo.
El programa fue planeado como un proyecto para 6 meses, y tras el éxito obtenido tuvo una duración de un año, pero fue un fracaso ya que se aleja mucho de la esencia original de Cero en Conducta que más se aleja de la popularidad y que los chistes irreverentes y ácidos son más explotados y sin chispa.

## Reparto

### Principal
- Jorge Ortiz de Pinedo como Jorge del Mazo Géis «Jorgito»
- Luz Elena González como Luz González «Lucecita»
- David Villalpando como el Director Rigoberto Patiño Pantoja «El Maestro Virolo»
- Martha Ofelia Galindo como la Maestra Canuta Lombardo Paredes de Patiño
- Rebeca Mankita como la Maestra Mankita de Patiño «Miss Mankita» (La maestra sustituta)
- Lorena Herrera como Lorena Herrera «Lorenita»
- Luis de Alba como El Pirruris «Pirrureishon»
- Polo Polo (†) como Marco Leopoldo «Polo-Polo»
- Rafael Inclán como Rafael de Tizoc «El Viví»
- Jorge Muñiz como Jorge Muñiz «Coque Muñiz»
- Roxana Martínez como Roxana Martínez «Roxanita»
- Isabel Madow como Chavelita Madow «Isabelita»
- Mauricio Herrera como Dick Crazy
- Vica Andrade como Vica Patiño Lombardo
- Xavier López (†) como «Chabelo»

### Recurrente
- Raúl «Chóforo» Padilla como El Chofer Chóforo Machuca
- Guadalupe Vázquez como Inspectora Cicuta Pastrana
- Shamila como Virginia del Chimichurri
- Ana Bárbara como Ana Bárbara «Anita»
- Rocío Cárdenas como Rocío Cárdenas «Chío»
- Ceci Gutiérrez como Cecilia Gutiérrez «Ceci»
- Galilea Montijo como la niña Galilea
- Ninel Conde como la niña Ninel
- Pepe Magaña como «Pepis»
- Yuri como la niña Yuri
- Omar Chaparro como Omar Chaparro «Omarcito»
- Sheyla como Zoyla Gordoa Delgadillo
- Ricardo Fastlicht como el Veterinario
- Zamorita como Baltasar
- Gilberto Gless como Vicente Fernández
- Mauricio Jalife y Alejandro Licona como los policletos
- Ricardo Hill como Joaquín Loque Nosdiga
- Mi Banda El Mexicano como Ellos Mismos